# Sebastiano Santi

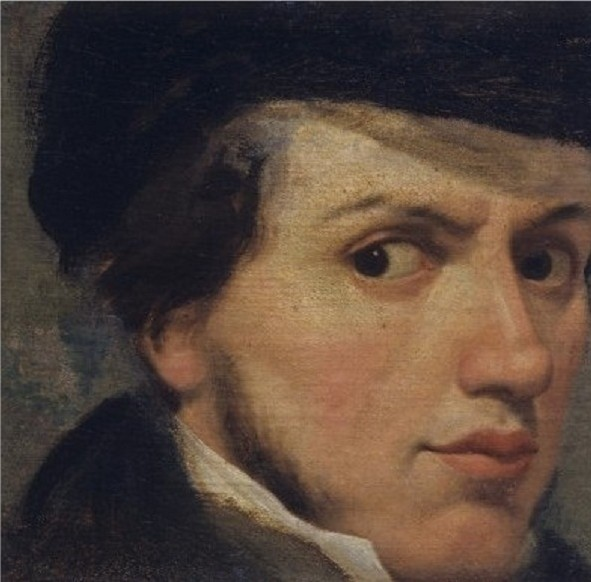
Selbstporträt

Sebastiano Santi (* 6. August 1789 auf Murano; † 18. April 1865 in Venedig) war ein venezianischer Freskenmaler.

## Leben und Werk

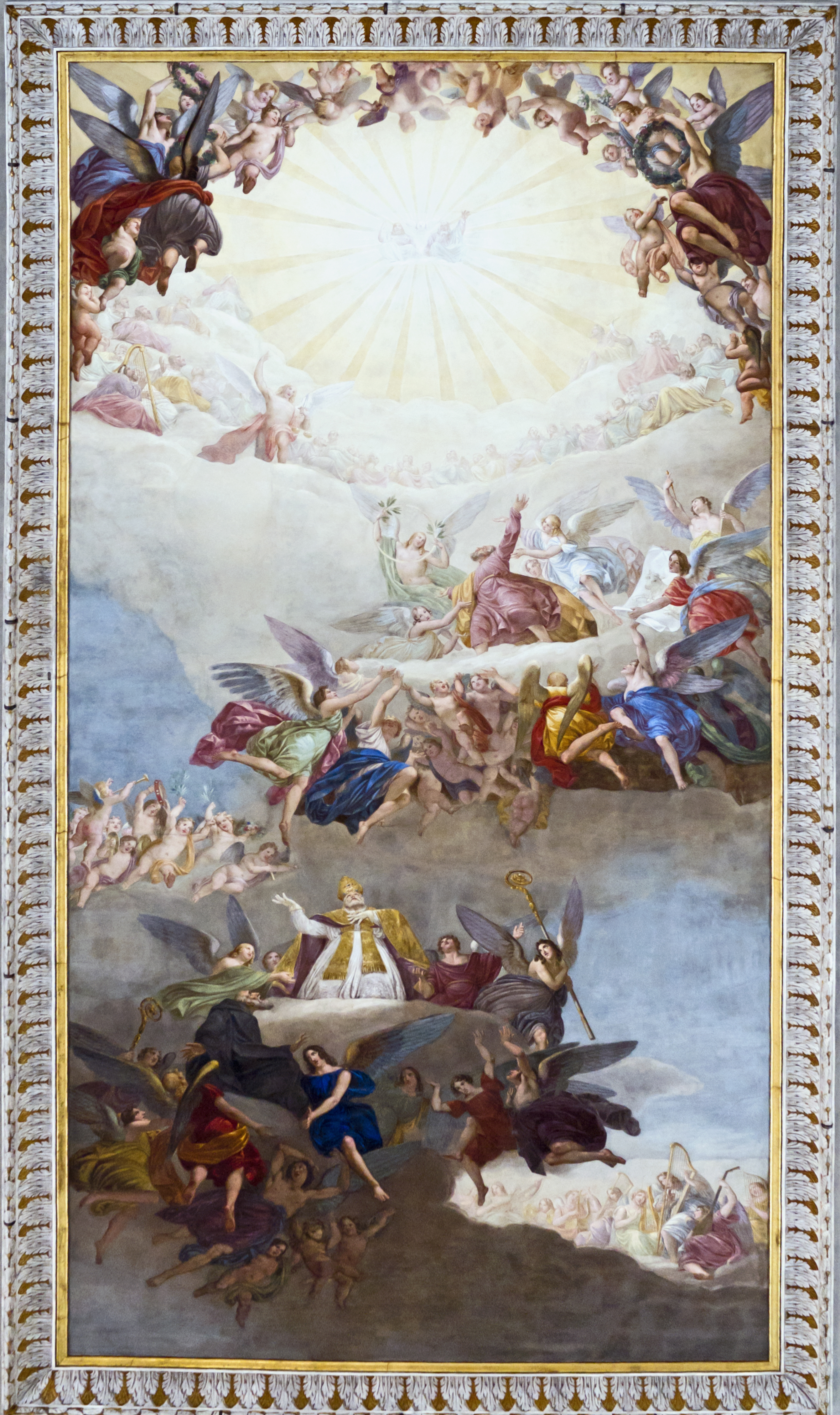
Decke in San Luca, Venedig

Sebastiano Santi wurde 1789, acht Jahre vor dem Ende der Republik Venedig, auf der Insel Murano geboren. 1832 restaurierte er die Kirche San Luca im Sestiere San Marco. 1837 schmückte er zusammen mit Luigi Zandomeneghi den Saal des Fenice-Theaters, das nach dem Brand vom 13. Dezember 1836 wiederaufgebaut wurde.

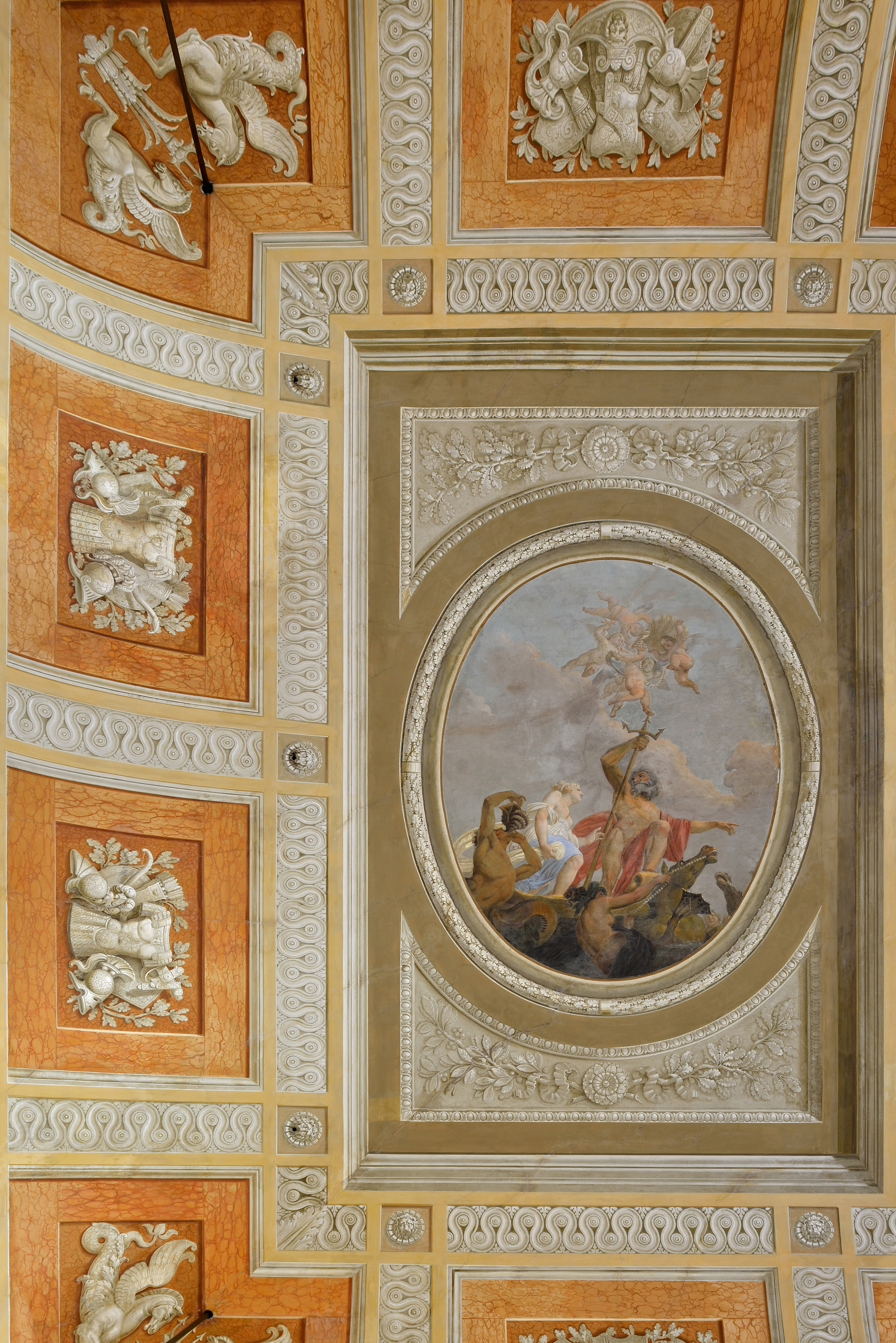
Museo Correr, Eingangsbereich

Santis Schwerpunkt war dabei die Freskenmalerei. Er hinterließ zahlreiche Werke in Venetien und im Friaul, darunter in der Kirche San Daniele in Padua, San Michele Arcangelo in Cervignano del Friuli, Santo Stefano in Ruda, den Dom Ognissanti von Arzignano, Santa Maria Nascente von Artegna, Sant’Ulderico zu Pavia di Udine, SS. Biagio e Daniele von Grantorto.
Hinzu kamen Arbeiten in Venedig im Museo Correr (La gloria di Nettuno) und im Palazzo Barbarigo della Terrazza, wo er eine mythologische Bacchusszene (Merkur bringt Bacchus zu den Nymphen) anfertigte, und wohl auch Das Licht vertreibt die Finsternis oder Aurora.
Seine letzte Arbeit war eine Via Crucis für die Kirche San Daniele in Padua.